# Lâu đài Zvolen
Lâu đài Zvolen (tiếng Slovak: Zvolenský zámok, Zvolenský hrad, tiếng Hungary: zólyomi vár) là một lâu đài thời trung cổ nằm trên một ngọn đồi gần trung tâm Zvolen, ở trung tâm Slovakia.

## Lịch sử
Lâu đài được xây dựng từ thế kỷ 12, vua Lajos I của Hungary đã khởi đầu cho việc sử dụng lâu đài làm nơi cư trú săn bắn của các vị vua Hungary. Kiến trúc gothic của lâu đài được xây dựng từ năm 1360 đến 1382 được lấy cảm hứng từ các lâu đài của Ý trong thế kỷ XIV.
John Jiskra của Brandýs, người đã trở thành một trong những chỉ huy quyền lực nhất ở Hungary và lâu đài này là một trong những trang viên của ông từ năm 1440 đến 1462. Lâu đài cũng thường được vua Mátyás Corvin đến thăm cùng với vợ Beatrice, người đã sử dụng lâu đài này như một trang viên từ 1490. Khoảng 1500 công sự bên ngoài đã được xây dựng với bốn pháo đài tròn và cổng vào. Các thợ xây người Ý cũng góp phần tái thiết Phục hưng vào năm 1548. Lần tái thiết lớn cuối cùng xảy ra vào năm 1784, khi nhà nguyện được xây dựng lại theo phong cách Baroque.
Lâu đài được xây dựng lại nhiều lần, nhưng vẫn giữ được vẻ thời Phục hưng. Lâu đài được đề cử là di tích văn hóa quốc gia vì những giá trị lịch sử, nghệ thuật và kiến trúc và nó được xây dựng lại vào những năm 1960. Phòng trưng bày Quốc gia Slovak hiện có một chỗ ngồi trong lâu đài này, nơi trưng bày các triển lãm của nó.
Ngày nay, một số phòng như King hall, Column hall, Knightly hall được sử dụng cho việc tổ chức các buổi hòa nhạc, tiệc chiêu đãi, lễ cưới, v.v...